# NGC 2328
NGC 2328 је елиптична галаксија у сазвежђу Крма која се налази на NGC листи објеката дубоког неба.
Деклинација објекта је - 42° 4' 5" а ректасцензија 7h 2m 36,1s. Привидна величина (магнитуда) објекта NGC 2328 износи 11,8 а фотографска магнитуда 12,8. NGC 2328 је још познат и под ознакама ESO 309-16, MCG -7-15-2, IRAS 07010-4159, PGC 20046.